# 里奥内格罗宫
里奥内格罗宫 (葡萄牙語：Palácio Rio Negro)是一座宫殿，位于巴西里约热内卢州的彼得罗波利斯。它是巴西总统的官邸之一。

## 历史

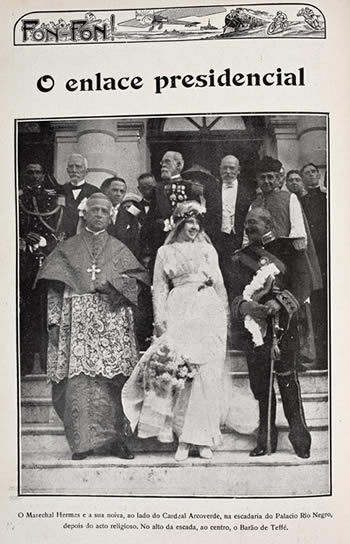
总统赫耳墨斯·罗德里格斯·达·丰塞卡与第一夫人拿伊基特菲

1889年，巴西共和国成立三个月前，里奥内格罗男爵马诺埃尔·戈麦斯·德·卡瓦略，从克利佩尔家族的继承人那里买下建造夏季住所的地皮。1896年2月，宫殿和毗邻的建筑出售给里约热内卢州，成为州长官邸。  
1903年，里奥内格罗宫归属联邦政府，成为巴西总统的夏季官邸。此后，共有16位总统入住里奥内格罗宫：弗朗西斯科·德·保拉·罗德里格斯·阿尔维斯、阿方索·佩纳、尼洛·佩萨尼亚、赫耳墨斯·罗德里格斯·达·丰塞卡、文塞斯劳·布拉斯·佩雷拉·戈麦斯、埃皮塔西奥·达席尔瓦·佩索阿、阿图尔·达席尔瓦·贝纳德斯、华盛顿·路易斯·佩雷拉·德索萨、热图利奥·瓦加斯、尤里科·加斯帕尔·杜特拉、若昂·卡费·菲略、儒塞利諾·庫比契克、若昂·古拉特、阿图尔·达科斯塔·伊·席尔瓦、费尔南多·恩里克·卡多佐以及路易斯·伊纳西奥·卢拉·达席尔瓦。
在赫耳墨斯·罗德里格斯·达·丰塞卡任期内，里奥内格罗宫迎来了它最辉煌的时刻：总统与拿伊基特菲的婚礼。
热图利奥·瓦加斯总统是这里的常客。在他18年的任期内，每年夏天，他都住在这里。
在里约热内卢市还是巴西首都时，这座宫殿的使用很是频繁。但自1960年迁都巴西利亚以来，里约内格罗宫的使用率急剧下降。在20世纪70年代和80年代，这座宫殿完全未被使用，在1990年代，费尔南多·恩里克·卡多佐总统才恢复来此短期度假。今天，里奥内格罗宫 

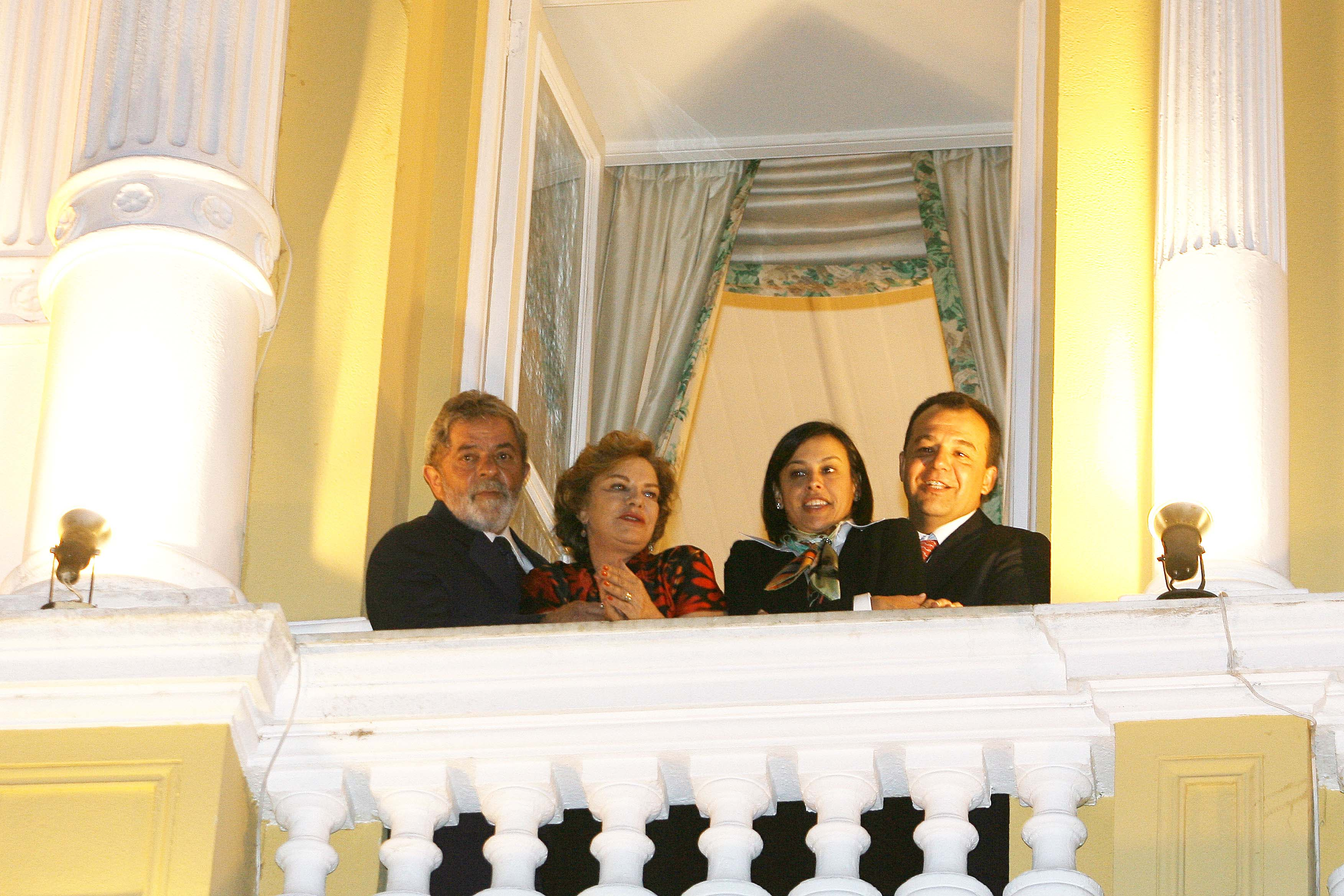
总统路易斯·伊纳西奥·卢拉·达席尔瓦、第一夫人馬利薩·萊蒂西亞，及州长夫妇

很少使用。